# Petr Novotný (restaurátor)
Petr Novotný (* 15. ledna 1945 Kladno) je český restaurátor, grafik a malířJe držitelem povolení k restaurování kulturních památek MK ČR čj. 2762/98 ze dne 12. 3. 1998 pro obor Restaurování uměleckořemeslné dekorativní nástěnné malby. Žije v Kadani.

## Život
Absolvoval Střední odbornou školu výtvarnou a Akademii výtvarných umění. Od roku 1998 se věnuje restaurování kulturních památek a volné tvorbě.

## Restaurovaná díla
Patří mezi významné české restaurátory fresek a sgrafit.

### Městská památková rezervace Prachatice
Petr Novotný se podílel na restaurování sgrafit a fresek v Městské památkové rezervaci Prachatice
- Nástěnná malba rožmberské růže – dům čp. 51, Věžní ulice, Prachatice[4]
- Odkryv a restaurování nápisu a kreseb v interiéru prachatické radnice v Prachaticích[5]
- Stará radnice čp. 1 na Velkém náměstí v Prachaticích, Sgrafitová a malovaná výzdoba na dvorní fasádě a schodišti Staré radnice[6]
- Restaurování fasády Staré radnice čp. 1 na Velkém náměstí v Prachaticích[7]
- Restaurátorská zpráva. Restaurování nástěnné malby v interiéru domu Žďárských, Velké nám. č. p. 13[8]